# 鬼怒無月
鬼怒 無月（きど なつき、1964年7月7日 - ）は、日本のギタリスト、作曲家、音楽プロデューサー。インディーズレーベル「まぼろしの世界」主宰。群馬県高崎市生まれ、神奈川県藤沢市で育つ。プログレッシブ・ロックに強い影響を受けているが、幅広いジャンルの音楽を演奏している。

## 概要
小学校時代にクラシック・ギターを始める。中学校時代にエレクトリック・ギターを購入し、高校時代よりバンド活動を始める。サラリーマンとして勤務をする傍ら、1988年に能管奏者一噌幸弘のグループに参加。1990年に同グループのCD『東京ダルマガエル』の録音に参加したのを契機に、会社を辞めプロのギタリストとなる。
1990年に自己のグループであるBondage Fruitを結成。1993年にヴァイオリニスト勝井祐二と共にインディーズレーベル「まぼろしの世界」を発足。1994年より現在までに6枚のアルバムを発表。4枚目にあたる『Bondage Fruit IV』はフランスのMUSEAレーベルとの提携により世界発売された。1998年に「Scandinavian Progressive Rock Festival」、1999年にサンフランシスコの「Prog Fest '99」に招かれている。
2003年春頃にアストル・ピアソラに影響を受けた、プログレッシブ・ロック・タンゴ・バンドSalle Gaveauのライブ活動をはじめる。当初は「Play Post Tang And More」と名乗っていたとおり、ピアソラ後のタンゴを模索しているバンドである。Salle Gaveauは、2007年4月にフランスで行われた「Rock In Opposition 2007」に、2008年3月にシンガポールで行われた「MOSAIC MUSIC FESTIVAL」に、2008年9月にパリの日本文化会館にて行われた国際交流基金主催による「Jazz in Japan 2008」に出演している。
その他の活動としては、パワーロックバンドCoil、吉田達也のリーダーバンド是巨人、梅津和時のリーダーバンドKIKI BAND、勝井祐二との即興デュオPere-Furu、Bondage Fruitの高良久美子、大坪寛彦とのチェンバーロックトリオWarehouse、壷井彰久とのプログレッシブデュオEra、鈴木大介とのギターデュオThe DUO、吉良知彦とのユニットキドキラ、江藤良人と佐藤研二とのトリオPlay Rock!!などがある。
カルメン・マキ、ヤドランカ、おおたか静流、白崎映美（上々颱風）、さがゆき、Yae、松田美緒、EPOなど数多くのライブやレコーディングに参加している。

## ディスコグラフィー
Bondage Fruit
- Bondage Fruit（1994年10月 まぼろしの世界レーベル）
- Bondage Fruit II（1996年4月 まぼろしの世界レーベル）
- Bondage Fruit III -recit-（1997年4月 まぼろしの世界レーベル）
- Selected（1999年7月 Outer Music）
- Bondage Fruit IV（1999年10月 まぼろしの世界レーベル）
- Bondage Fruit V -SKIN-（2002年6月 まぼろしの世界レーベル）
- Bondage Fruit VI（2005年2月 まぼろしの世界レーベル）

Black Stage
- Black Stage（1994年 まぼろしの世界レーベル）

P.O.N.
- P.O.N.（1995年 CREATIVEMAN DISC）

Coil
- Get the Coil（1998年8月 まぼろしの世界レーベル）
- Big Games（2000年4月 地底レコード）
- COIL3（2003年3月 まぼろしの世界レーベル）
- ROCK 'N' ROLL（2022年11月）

是巨人
- KOREKYOJIN（1999年8月 TZADIKレーベル）
- ARABESQUE（2004年6月 磨崖仏リミテッド）
- ISOTOPE（2005年4月 TZADIKレーベル）
- JACKSON（2006年8月 磨崖仏リミテッド）
- SWAN DIVE（2009年8月 磨崖仏リミテッド）
- TUNDRA（2011年1月 磨崖仏リミテッド）
- DOLDRUMS（2011年12月 磨崖仏リミテッド） - 是巨人 with 壷井彰久
- FALL LINE（2015年7月 磨崖仏リミテッド）
- KALEIDOSCOPE（2017年4月 磨崖仏リミテッド） - 是巨人アコースティック
- MESOPOTAMIA（2021年8月 磨崖仏リミテッド）

梅津和時 KIKI BAND
- KIKI（2001年6月 イーストワークスエンターテインメント）
- Greeting from Africa（2002年2月 イーストワークスエンターテインメント）
- 眩暈の国 Land Dizzy（2002年9月 イーストワークスエンターテインメント）
- Live at Moers Festival（2004年4月 ZOTT Records）
- DOWSER（2005年12月 ZOTT Records）
- DEMAGOGUE（2007年7月 ZOTT Records）
- Alchemic Life（2008年10月 NOT TWO RECORDS）
- A Chrysalis' Dream〜さなぎの夢（2010年10月 ZOTT Records）
- Coyote（2013年8月 ZOTT Records）
- Amatsu-Kitsune（2017年9月 ZOTT Records）

Pere-Furu
- Pere-Furu（2001年8月 まぼろしの世界レーベル）

Warehouse
- Endless game of Cat and Mouse（2002年7月 イーストワークスエンターテインメント）
- Patrol Girl（2004年6月 イーストワークスエンターテインメント）
- Ladies And Gentlemen !（2006年7月 イーストワークスエンターテインメント） - Warehouseと柳原

ERA
- era（2002年12月 POSEIDONレコーズ）
- TOTEM（2004年5月 まぼろしの世界レーベル）
- Three Color of the Sky（2006年6月 まぼろしの世界レーベル）
- 忘れられた舟（2010年3月 アルカンジェロ）
- Forest is Burning（2019年10月）

Opabinia
- Opabinia（2003年4月）

カルメン・マキ＆サラマンドラ
- CARMEN MAKI and SALAMANDRE（2003年7月）

川嶋哲郎 Meets 鬼怒無月
- Resident of Earth（2006年4月 エムアンドアイカンパニー）

The World Heritage
- 北回帰線（2006年4月 ポリスター）
- ICOMOS（2006年12月 ポリスター）
- 世界遺産への誘い（2009年9月 磨崖仏リミテッド）
- シルクロードの旅（2012年1月 磨崖仏リミテッド）
- ランド・オブ・ライト（2016年8月 磨崖仏リミテッド）

Salle Gaveau
- Alloy（2007年2月 まぼろしの世界レーベル）
- Strange Device（2008年6月 まぼろしの世界レーベル）
- La Cumparsita（2010年6月 intoxicate records）

一噌幸弘トリオ
- カカリ乱幻（2007年2月 Tohyohyo Music）
- 咲くシャク（2011年11月 Tohyohyo Music）

The DUO
- The DUO（2007年11月 ポリスター）
- Cinema Voyage（2008年10月 ポリスター）
- SEASONS（2010年4月 ワーナーミュージック・ジャパン）
- おいしい水（2012年8月 SPACE SHOWER MUSIC）
- Nullset（2016年9月 SPACE SHOWER MUSIC）

Acid Mothers Temple with 鬼怒無月
- 2010: A Space Ritual 〜 2010年宇宙の祭典（2012年3月 Acid Mothers Temple）

彼岸の此岸
- Feeling the Other Side（2013年11月）

NADA
- 走る人（2014年8月）

FRETLAND
- VOYAGWE（2021年8月）

ソロアルバム
- Disco, Space, Baby（2000年2月 Acid Mothers Temple）
- Guitar Solo（2000年10月 トゥルバドールカフェ）
- Quiet Life（2003年5月 さくらレコード）
- Wild Life（2005年7月 プライエイド）
- マイ・バック・ページズ（2014年4月 SPACE SHOWER MUSIC）

TVゲーム
- かまいたちの夜×3 三日月島事件の真相（2006年7月 チュンソフト）- BGMのギター伴奏を担当

## プロデュース作品
- さがゆき『Fairy's Fable』（1995年7月 まぼろしの世界レーベル）
- 岡部洋一『Satiation』（2001年3月 まぼろしの世界レーベル）
- Yae『flowing to the sky』（2004年2月 ポニーキャニオン）
- MUMU『2005』（2008年2月 まぼろしの世界レーベル）

## 出演
- 今日は一日“プログレ”三昧 The 4th（2015年9月21日 NHK-FM）
- 「プ」はプログレの「プ」〜ジャズ・ロック無頼編〜（2023年1月3日 NHK-FM）